# (1194) Aletta
(1194) Aletta – planetoida z pasa głównego asteroid okrążająca Słońce w ciągu 4 lat i 355 dni w średniej odległości 2,91 au. Została odkryta 13 maja 1931 roku w Union Observatory w Johannesburgu przez Cyrila Jacksona. Nazwa planetoidy pochodzi od imienia żony odkrywcy. Przed nadaniem nazwy planetoida nosiła oznaczenie tymczasowe (1194) 1931 JG.